# زوران بان
زوران بان (بالكرواتية: Zoran Ban)‏ (27 مايو 1973 برييكا في كرواتيا - ) هو لاعب كرة قدم كرواتي في مركز الهجوم. لعب مع نادي بوافيشتا ونادي بيسكارا ونادي بيلينينسش ونادي جينك ونادي رييكا ونادي فوجيا ونادي موسكرون ونادي مونز ويوفنتوس.

## وصلات خارجية
- زوران بان على موقع قاعدة بيانات كرة القدم.إي يو (الإنجليزية)
- زوران بان على موقع عالم كرة القدم.نت (الإنجليزية)